# Brinkhill
Brinkhill est une paroisse civile et un village du Lincolnshire, en Angleterre.